# Szotápanna
A szotápanna (páli; szanszkrit: Szrotápanna; kínai: 入流, pinjin: rùliú, tibeti: རྒྱན་ཞུགས, wylie: rgyun zhugs) vagy folyamba-lépő a buddhizmusban az a személy, aki megszabadult a tudat három  béklyójától (szanjodzsana), név szerint az én-képzettől, a szertartásokhoz való ragaszkodástól és a szkeptikus kételytől (elsősorban a buddhadharmával, Buddha tanításaival kapcsolatban).
A szotápanna szó szerint jelentése "az aki belépett (ápanna) a folyamba (szota)", amely a nemes nyolcrétű ösvényre vonatkozik, 'a folyam', amely elvezet a nirvánába (SN 55.5). A folyamba-lépés (szota-apatti) a megvilágosodás négy szintje közül az első.

## Elérése
A megvalósítás első lépése a folyamba-lépés ösvénye (szotápatti-magga), amely megszünteti az első három béklyót. Az ezt tapasztaló személyt nevezik folyambalépettnek (szotápanna).
A szotápannáról úgy tartják, hogy személyesen megtapasztalja a helyes szemlélet tanát és teljes bizalmat fejleszt ki a három drágasággal szemben (Buddha, dharma és szangha). A szotápannáról azt mondják, hogy "kinyitotta a dharma-szemét" (dharmacsakkhu), mert megértették, hogy minden ami keletkezik el is múlik (állandótlanság). A dharmában való meggyőződésük megingathatatlan.
Bepillantást nyertek a nirvána legelső, feltételekhez nem kötött elemébe, amely a négy nemes igazság közül a harmadik. A megvilágosodásuk már bizonyos és kevés szenvedést kell már csak átélniük.
A korai buddhista szövegek szerint (például a Ratana-szutta, SN 2.1) a folyambalépett többé nem születik újra az állatok, az éhes szellemek és a pokollakók birodalmában. A nem üdvös újjászületések lehetősége lezárult előttük  (duggati).

### A három béklyó
A páli kánonban a szotápanna tulajdonságai a következők:
|  | „…Azok a szerzetesek, akik e Dharmát követve három béklyót hagytak maguk mögött, és legyengítették a szenvedélyt, a haragot és a tompaságot, ők az egyszervisszatérők: már csak egyszer térnek vissza ebbe a világba, és akkor vetnek véget a szenvedésnek.” |
|  | – Alagaddúpama-szutta |

A szótápanna a következő három béklyót hagyja hátra:
1. én-képzet – az a spekulatív nézet, mely szerint létezik az én az öt aggregátumban (fizikai forma, érzés/érzékelés, észlelés, mentális késztetés és tudat) kioltódik, mivel a szotápanna belátást nyer az aggregátumok éntelen természetébe.
2. szertartásokhoz való ragaszkodás – annak a nézetnek a megszűnése, hogy az egyén egyszerűen azáltal, hogy szertartásokat végez megtisztulhatna (állati áldozat bemutatás, kántálás stb.) vagy egy istenbe vetett hit által – nem ok-okozat által.
3. kétség – kétség, elsősorban a Buddhával, a szanghával és tanításokkal (Dhamma) kapcsolatban. Ez hosszas vizsgálódás és elemzés eredménye.

### Szennyeződések
A páli irodalom magyarázószövegeiben a szotápanna hatféle szennyeződéstől szabadul meg:
1. irigység
2. féltékenység
3. képmutatás
4. csalás
5. hírnévrontás
6. fennhéjázás

### Újjászületés
A szotápanna újjászületése biztosan üdvös lesz (nem születik újra állat, éhes szellem, vagy pokollakó formájában). Érzéki vágya, gyülölete és tudatlansága nem lesz olyan erős, hogy az alacsonyabb birodalmakban eredményezzen újjászületést. A szotápanna legfeljebb hét alkalommal születik újra emberként vagy a mennyei birodalmakban, mielőtt elérné a megvilágosodást.

### Az öt legrosszabb cselekedet
Egy szotápanna nem képes elkövetni az öt legrosszabb cselekedetet:[forrás?]
1. megölni saját édesanyját,
2. megölni saját édesapját,
3. megölni egy arhatot.
4. szándékosan megsebesíteni Buddhát.
5. szándékosan szakadást okozni az egyházközösségben (szangha).

## Szöveges források

### Szútrák
Buddha több alkalommal dicsőítette a szotápannákat, még akkor is ha az csak az árija szangha tagok első szintjén álltak, üdvözítette őket minden tag, mert azok a lények jólétéért fáradoznak. Az irodalomban az árija szanghát "négyként" jellemzik, amikor párban említik őket és "nyolcként", amikor személyenként. Ez a négy természetfeletti gyümölcsre (szintelérés: "phala") és az azoknak megfelelő ösvényekre (a gyümölcsök elérése érdekében gyakorlók útja: "magga") utal.
A Szamjutta-nikája 55. gyűjteménye a Szotápatti-szamjutta a szotápannákkal és az elérési szintjükkel foglalkozik. Ennek a fejezetnek az 1-4., 6-9., 11-14., 16-20., 22-36., 39-49., 51., 53. és 54. részeiben a szotápannákat a szangha tagjaiként üdvözítik.

### Dhammapada
A szotápanna magyar fordítása úgy is szólhat, hogy "aki rálépett az útra". Részlet a Dhammapada (Az erény útja) 178. versszakából:
Lépj rá az Útra! Többet ér az minden
földi szabadságnál, többet ér a mennyei
örömöknél, többet ér az összes világ
felett megszerzett uralomnál.

## Külső hivatkozások
- Thánisszaró Bhikkhu (2006). Stream Entry (1. rész: The Way to Stream-entry) – Access to Insight. (angolul)
- Thánisszaró Bhikkhu (2004). Stream Entry (2. rész: Stream-entry and After) – Access to Insight. (angolul)
- Szamjutta-nikája A témák szerinti gyűjtemény www.a-buddha-ujja.hu